# Audrey Bitoni
Audrey Bitoni (Los Angeles, 16 de agosto de 1986) é uma atriz de filmes pornográficos norte-americana. Seu nome de batismo é Audrey Arroyo.

## Biografia
Nascida e criada na Califórnia, Audrey tem ascendência italiana e alemã. Antes de entrar para a indústria pornográfica trabalhou como garçonete.

## Carreira
Começou a participar de filmes em 2006. Já realizou filmes para diversas produtoras, entre elas Diabolic Video, Digital Playground, Club Jenna, New Sensations, Vivid Entertainment e Wicked Pictures. Além de várias cenas para sites pornográficos como "Brazzers", "Naughty America", Mofos Networks", "Reality Kings", "Bang Bros", entre outros.

## Prêmios

### Indicações
AVN Awards
- 2009 - Best All-Girl 3-Way Sex Scene, com Mikayla Mendez e Victoria Sin[2]
- 2008 - Best New Starlet[3]
- 2008 - Best POV Sex Scene[3]

Revista Penthouse
- 2008 - Gata do Mês, Novembro de 2008[4]

F.A.M.E. Awards
- 2009 - Favorite Ass indicada
- 2009 - Hottest Body indicada
- 2008 - Favorite Ass finalista
- 2008 - Hottest Body finalista
- 2008 - Favorite Female Rookie finalista

## Filmografia parcial

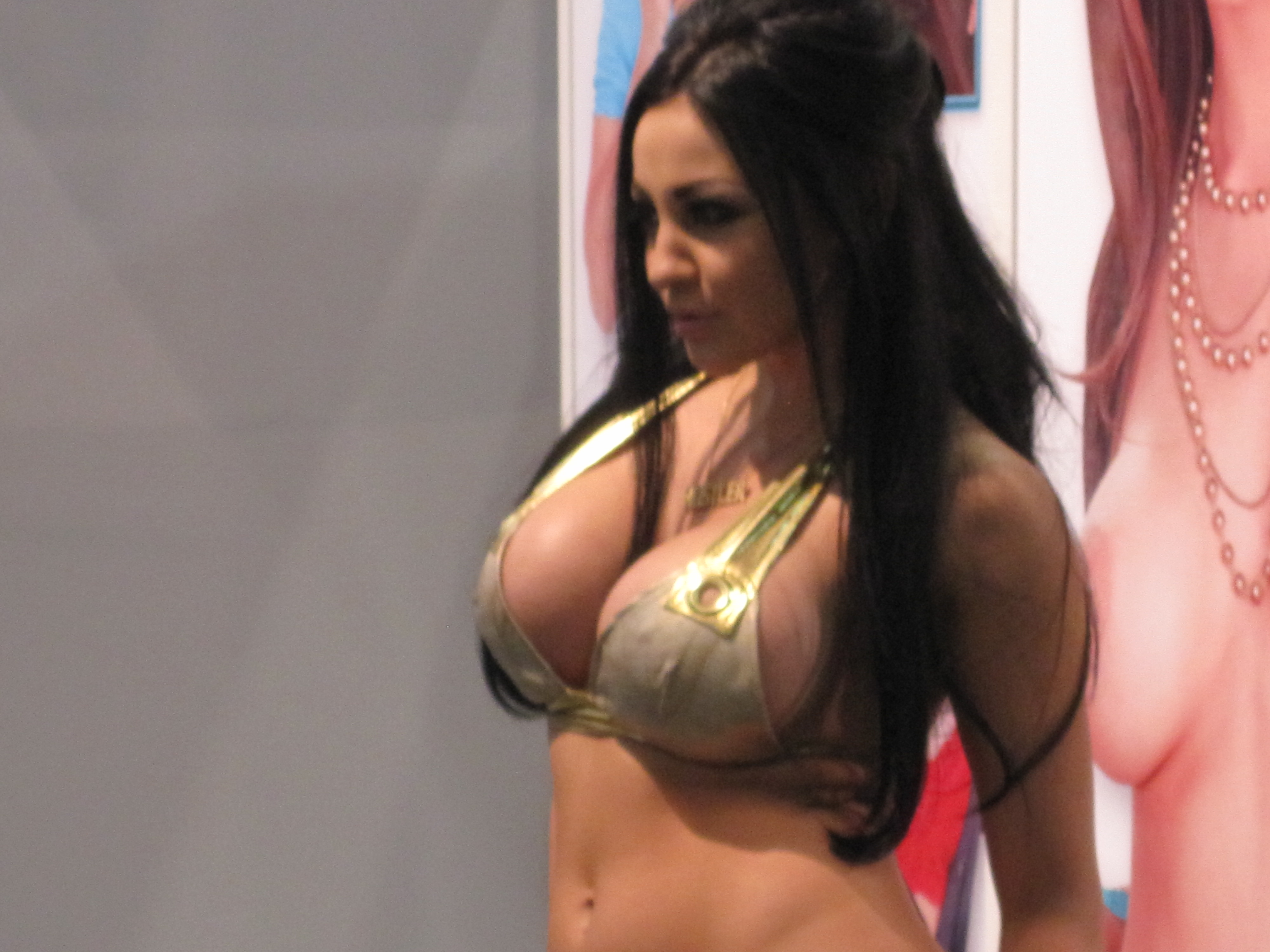

- TeenStravaganza #4
- Breast Seller #4
- Jesse Jane Sexy Hot
- Naughty College School Girls #40
- Young As They Cum #21
- Stuffin Young Muffins #7
- Big Tits At School #2
- Big Tits At Work #2
- Porn Fidelity #15
- Big Boob Orgy
- Pornstars Like It Big #2
- Young Girls With Big Tits #4
- Inside The Booby Hatch
- Real Wife Stories #2
- Bound To Please #3
- Ass Parade #19
- I Love Audrey
- Tits Ahoy #4
- No Swallowing Allowed #15
- Rack It Up #2
- My Sister's Ho Friend #6
- Nurse jobs